# Zedochir
Zedochir är ett släkte av insekter. Zedochir ingår i familjen Dictyopharidae.
Kladogram enligt Catalogue of Life:
| Zedochir | \| \| Zedochir fuscovittata \| \| \| \| \| \| Zedochir lineata \| \| \| \| |
|          | \| \| Zedochir fuscovittata \| \| \| \| \| \| Zedochir lineata \| \| \| \| |
|          | Zedochir fuscovittata                                                      |
|          |                                                                            |
|          | Zedochir lineata                                                           |
|          |                                                                            |